# Actephila daii
Actephila daii là một loài thực vật có hoa trong họ Diệp hạ châu. Loài này được Yhin mô tả khoa học đầu tiên năm 1987.